# Boekel
Boekel este o comună și o localitate în provincia Brabantul de Nord, Țările de Jos.

## Localități
Boekel, Venhorst